# بانازول
بانازول (بالفرنسية: Panazol)‏ هي بلدية في مقاطعة فيين العليا في منطقة أقطانية الجديدة غرب وسط فرنسا. وهي ضاحية شرقية من ضواحي ليموج.
بانازول هي ثالث أكبر مدينة في المقاطعة (من حيث عدد السكان)، بعد ليموج وسان جونيان. توفي ثيو سارابو، المغني والممثل والزوج الثاني لإديث بياف في ليموج في
28 أغسطس 1970 على طريق 941 في مخرج بانازول، اتجاه سان ليونارد دي نوبلات ودفن في باريس في مقبرة بير لاشيز إلى جانب إديث بياف.